# Przemko II d'Opava
Przemko II d'Opava dit l'Aîné (allemand : Primislaus von Troppau, tchèque : Přemysl II. Opavský, polonais : Przemek II Opawski; né vers 1425 – 16 juin 1478) est un membre de la lignée d'Opava de la dynastie Přemyslides. Il fut duc titulaire d'Opava de 1433 jusqu'à sa mort. À partir de 1466, il est également membre du chapitre de chanoines de Wrocław. Dans le sources anciennes il est parfois confondu avec son neveu et homonyme Przemko III le Jeune.

## Biographie
Przemko est le fils du duc Przemko Ier d'Opava et de sa 3e épouse Hélène de Bosnie (morte le 2 mars 1435). Après la mort de son père en 1433 son demi-frère aîné, Venceslas II, assume la régence pour le compte de ses trois jeunes demi-frères : Guillaume, Ernest et Przemko II. Le frère puîné Nicolas IV, qui avait déjà atteint l'âge adulte reçoit la seigneurie de Zlaté Hory. Bien que leur père ait stipulé dans se dernières volontés que le duché d'Opava devait demeuré en indivision  et être gouverné conjointement par ses fils les frères décident en 1435 de partager leur héritage. À cette époque, Przemko qui était destiné depuis l'enfance à effectuer une carrière dans l'église ne reçoit aucun domaine propre.
À partir de 1446 Przemko II étudie la théologie à l'université de Cracovie  et de 1450 à l'Université de Vienne. À Vienne, il écrit un traité d'astrologie Practice verissima domini ducis Przsenikonis data per dominum Petrum presbiterumde Oppavia Ludvico ad faciendam veram et perfectum lunam.  Vers 1455, il retourne à Wrocław, où il était  membre du chapitre de chanoines de la cathédrale depuis 1446. 
En 1464 il entre en conflit avec son neveu, Jean II d'Opava, au sujet de la propriété de Fulnek. La même année il proclame en vain ses droits à une part du duché d'Opava; cédé en 1456 par son oncle, face au roi de Bohême Georges de Poděbrady qui est désormais le seul possesseur du duché d'Opava.  Przemko continue néanmoins d'utiliser le titre de Duc d'Opava. Vers 1465, il devient  chanoine à Wrocław.
En 1467, il est nommé Prévôt de l'église de la Sainte-Croix de  Wrocław. Lors du décès, la même année,  du Prince-évêque de Wrocław; Jošt de Rožmberk (1456-1467), Przemko devient administrateur du diocèse et « évêque élu du Chapitre ». Bien qu'il soit considéré comme le candidat favori à la succession le siège est dévolu à Rodolphe von Rüdesheim (1468-1482), qui avait préalablement été Légat pontifical en Allemagne et en Bohême et qui est finalement consacré. Przemko est considéré à son époque comme un « savant » éminent dont les connaissances s'étendent aux champs de la théologie, l'alchimie et l'astrologie.
Przemko II célibataire meurt en 1478. Il est inhumé dans l'église de la Sainte-Croix de Wrocław où sa tombe se trouve toujours.

## Source de la traduction
- (en) Cet article est partiellement ou en totalité issu de l’article de Wikipédia en anglais intitulé « Przemko II, Duke of Opava » (voir la liste des auteurs).